# Lista de sultões do Brunei
Esta é a uma lista de sultões do Estado do Brunei Darussalam desde seu estabelecimento, em 1368. O sultão é o monarca absoluto do país desde a recuperação da independência em 1984.  

## Sultões do Brunei
| N.º | Sultão | Sultão                        | Reinado                | Reinado                | Notas                                                                                |
| --- | ------ | ----------------------------- | ---------------------- | ---------------------- | ------------------------------------------------------------------------------------ |
| 1   |        | Muhammad Shah                 | 1363/1368              | 1402                   | - Fundador da Nação.                                                                 |
| 2   |        | Ahmed                         | 1402                   | 1425                   |                                                                                      |
| 3   |        | Sharif Ali                    | 1425                   | 1432                   | - Genro do anterior.                                                                 |
| 4   |        | Suleiman                      | 1432                   | 1485                   | - Abdicou.                                                                           |
| 5   |        | Bolkiah                       | 1485                   | 1524                   |                                                                                      |
| 6   |        | Abdul Kahar                   | 1524                   | 1530                   |                                                                                      |
| 7   |        | Saiful Rijal                  | 1533                   | 1581                   |                                                                                      |
| 8   |        | Shah Berunai                  | 1581                   | 1582                   |                                                                                      |
| 9   |        | Muhammad Hassan               | 1582                   | 1598                   |                                                                                      |
| 10  |        | Abdul Jalilul Akbar           | 1598                   | 1659                   |                                                                                      |
| 11  |        | Abdul Jalilul Jabbar          | 1659                   | 1660                   |                                                                                      |
| 12  |        | Muhammad Ali                  | 1660                   | 1661                   | - Assassinado.                                                                       |
| 13  |        | Abdul Hakkul Mubin            | 1660                   | 1673                   | - Em seu reinado iniciou-se a Guerra Civil.                                          |
| 14  |        | Muhyddin                      | 1673                   | 1690                   |                                                                                      |
| 15  |        | Nasruddin                     | 1690                   | 1710                   |                                                                                      |
| 16  |        | Hussin Kamaluddin             | 1710                   | 1730                   |                                                                                      |
| 17  |        | Muhammad Alauddin             | 1730                   | 1737                   |                                                                                      |
| 18  |        | Omar Ali Saifuddin I          | 1740                   | 1778                   |                                                                                      |
| 19  |        | Muhammad Tajuddin             | 1778                   | 1807                   |                                                                                      |
| 20  |        | Muhammad Jamalul Alam I       | 1804                   | 1804                   |                                                                                      |
| 21  |        | Muhammad Kanzul Alam          | 1807                   | 1826                   |                                                                                      |
| 22  |        | Muhammad Alam                 | 1826                   | 1828                   |                                                                                      |
| 23  |        | Omar Ali Saifuddien II        | 1828                   | 1852                   | - Cedeu terras aos britânicos e o Sarawak para James Brooke.                         |
| 24  |        | Abdul Momin                   | 1852                   | 29 de Maio de 1885     | - Cedeu grandes terras no Borneu para britânicos.                                    |
| 25  |        | Hashim Jalilul Alam Aqamaddin | 29 de Maio de 1885     | 10 de Maio de 1906     | - Em seu reinado foi estabelecido o protetorado britânico.                           |
| 26  |        | Muhammad Jamalul Alam II      | 10 de Maio de 1906     | 11 de Setembro de 1924 |                                                                                      |
| 27  |        | Ahmad Tajuddin                | 11 de Setembro de 1924 | 4 de Junho de 1950     | - Em seu reinado ocorreu a ocupação japonesa, no contexto da Segunda Guerra Mundial. |
| 28  |        | Omar Ali Saifuddien III       | 4 de Junho de 1950     | 5 de Outubro de 1967   | - Criou a constituição do Brunei em 1959. Abdicou em favor de seu filho.             |
| 29  |        | Hassanal Bolkiah              | 5 de Outubro de 1967   | Presente               | - Restaurou a independência em 1984.                                                 |